# Nicolaas Karel Frederik Land
Nicolaas Karel Frederik Land (Leeuwarden, 25 mei 1840 - Groningen, 20 maart 1903), was een Nederlands jurist.

## Biografie
Land was een zoon van Axel Laurens Land en Catharina Elisabeth Hulsbeek en een broer van oriëntalist en hoogleraar in de wijsbegeerte Jan Pieter Nicolaas Land. Hij promoveerde in 1861 te Leiden in de rechten en vestigde zich daarna als advocaat. Hij trouwde in 1868 met jkvr. Emilie Wilhelmina Adrienne Vrijthoff (1846-1931), telg uit het geslacht Vrijthoff, met wie hij een zoon en twee dochters kreeg. Van 1882 tot 1887 was hij gemeenteraadslid te Leiden. Hij was van 1887 tot 1890 hoogleraar burgerlijk recht, handelsrecht en burgerlijke rechtsvordering (als opvolger van Diephuis) en van 1890 tot 1903 hoogleraar Romeins recht (als opvolger van H.L. Drucker) aan de Rijksuniversiteit Groningen.
In de Korrewegwijk is een straat naar Land vernoemd. Zijn door F.H. Bach geschilderd portret hangt in het Universiteitsmuseum. Land was de overgrootvader van Hein Schermers, hoogleraar internationaal recht aan de Universiteit Leiden en de Universiteit van Amsterdam.